# Gossypariella
Gossypariella är ett släkte av insekter. Gossypariella ingår i familjen filtsköldlöss.
Kladogram enligt Catalogue of Life:
| Gossypariella | \| \| Gossypariella phyllanthi \| \| \| \| \| \| Gossypariella siamensis \| \| \| \| |
|               | \| \| Gossypariella phyllanthi \| \| \| \| \| \| Gossypariella siamensis \| \| \| \| |
|               | Gossypariella phyllanthi                                                             |
|               |                                                                                      |
|               | Gossypariella siamensis                                                              |
|               |                                                                                      |